# العلاقات الرواندية النيبالية
العلاقات الرواندية النيبالية هي العلاقات الثنائية التي تجمع بين رواندا ونيبال.

## مقارنة بين البلدين
هذه مقارنة عامة ومرجعية للدولتين:
| وجه المقارنة                                              | رواندا                                        | نيبال                             |
| --------------------------------------------------------- | --------------------------------------------- | --------------------------------- |
| المساحة (كم2)                                             | 26.34 ألف                                     | 147.18 ألف                        |
| عدد السكان (نسمة)                                         | 12.21 مليون                                   | 29.40 مليون                       |
| الكثافة السكانية (ن./كم²)                                 | 463.55                                        | 199.76                            |
| العاصمة                                                   | كيغالي                                        | كاتماندو                          |
| اللغة الرسمية                                             | اللغة الكينيارواندا، لغة إنجليزية، لغة فرنسية | اللغة النيبالية                   |
| العملة                                                    | فرنك رواندي                                   | روبية نيبالية                     |
| الناتج المحلي الإجمالي (بليون دولار)                      | 9.14 مليار                                    | 24.47 مليار                       |
| الناتج المحلي الإجمالي (تعادل القوة الشرائية) بليون دولار | 20.46 مليار                                   | 70.20 مليار                       |
| الناتج المحلي الإجمالي الاسمي للفرد دولار أمريكي          | 697                                           | 743                               |
| الناتج المحلي الإجمالي للفرد دولار أمريكي                 | 1.66 ألف                                      | 2.37 ألف                          |
| مؤشر التنمية البشرية                                      | 0.483                                         | 0.548                             |
| رمز المكالمات الدولي                                      | +250                                          | +977                              |
| رمز الإنترنت                                              | .rw                                           | .np                               |
| المنطقة الزمنية                                           | ت ع م+02:00                                   | UTC+05:45، التوقيت الموحد لنيبال ‏ |

## منظمات دولية مشتركة
يشترك البلدان في عضوية مجموعة من المنظمات الدولية، منها:
| علم المنظمة | اسم المنظمة                                                | تاريخ انضمام رواندا | تاريخ انضمام نيبال |
| ----------- | ---------------------------------------------------------- | ------------------- | ------------------ |
|             | مؤسسة التنمية الدولية                                      | 30 سبتمبر 1963      | 6 مارس 1963        |
|             | يونسكو                                                     | 7 نوفمبر 1962       | 1 مايو 1953        |
|             | مؤسسة التمويل الدولية                                      | 6 نوفمبر 1975       | 7 يناير 1966       |
|             | منظمة حظر الأسلحة الكيميائية                               | ?                   | ?                  |
|             | الأمم المتحدة                                              | 18 سبتمبر 1962      | 14 ديسمبر 1955     |
|             | منظمة الشرطة الجنائية الدولية                              | ?                   | ?                  |
|             | البنك الدولي للإنشاء والتعمير                              | 30 سبتمبر 1963      | 6 سبتمبر 1961      |
|             | الاتحاد البريدي العالمي                                    | ?                   | ?                  |
|             | المركز الدولي لتسوية المنازعات الاستشارية                  | 14 نوفمبر 1979      | 6 فبراير 1969      |
|             | وكالة ضمان الاستثمار متعدد الأطراف                         | 27 سبتمبر 2002      | 9 فبراير 1994      |
|             | العملية المشتركة للاتحاد الأفريقي والأمم المتحدة في دارفور | ?                   | ?                  |
|             | منظمة التجارة العالمية                                     | ?                   | ?                  |

## وصلات خارجية
- موقع وزارة الخارجية الرواندية
- موقع وزارة الخارجية النيبالية